# Slawharad
Slawharad (en biélorusse : Слаўгарад) ou Slavgorod (en russe : Славгород) est une ville de la voblast de Moguilev, en Biélorussie, et le centre administratif du raïon de Slawharad. Sa population s'élevait à 7 750 habitants en 2017.

## Géographie
Slawharad est arrosée par la Soj, un affluent du Dniepr, à son point de confluence avec la Pronia. Elle est située à 67 km au sud-est de Moguilev et à 233 km au sud-est de Minsk.

## Nom
La ville s'appela d'abord Propoïsk (en russe : Пропойск), Prapoïsk (en biélorusse : Прапо́йск) ou Prapochask (Прапо́шаск). Le 23 mai 1945, sur une décision de Staline, elle est renommée Slavgorod (russe) ou Slawharad (biélorusse).

## Histoire
La première mention écrite de Prapoïsk, dans la principauté de Smolensk, remonte à l'année 1136. Au XIVe siècle, Prapoïsk fait partie du grand-duché de Lituanie. Au cours de la seconde moitié du XVIIe siècle, elle souffre de la guerre avec la Russie et de l'occupation des troupes venues de Moscou. En 1772, à l'occasion de la première partition de la Pologne, Prapoïsk est rattachée à l'Empire russe et fait partie du gouvernement de Moguilev. En 1919, Prapoïsk passe sous le pouvoir soviétique, d'abord au sein de la république socialiste fédérative soviétique de Russie, puis, à partir de 1924 de la république socialiste soviétique de Biélorussie. Elle devient alors le centre administratif d'un raïon. Le 27 septembre 1938, Prapoïsk accède au statut de commune urbaine. Pendant la Seconde Guerre mondiale, elle est occupée par l'Allemagne nazie de juillet 1941 au 25 novembre 1943.
En janvier 1939, la population de Propoysk comprenait 1 038 Juifs, soit 22 % de la population totale. Les Juifs de la ville sont assassinés dans plusieurs opérations en novembre 1941.
Après la victoire de l'Union soviétique, Staline décide de changer son nom en Slavgorod et de lui attribuer le statut de ville. En 1962, le raïon de Slavgorod est supprimé et la ville est rattachée au raïon de Bykhaw. Elle redevient un siège administratif de raïon en 1965.
Slawharad se situe à moins de 10 km de zones fermées radioactives.

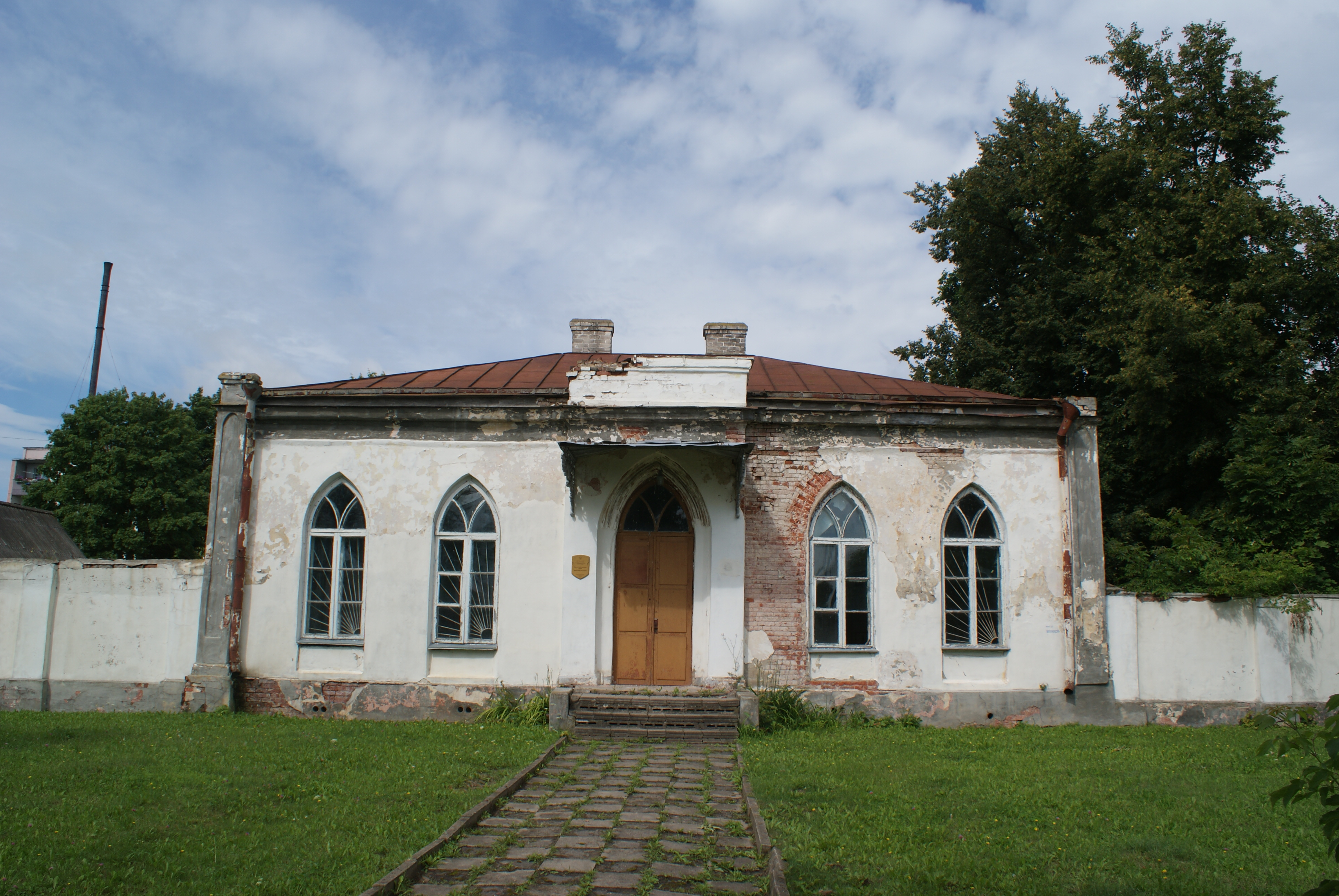
L'ancienne poste,
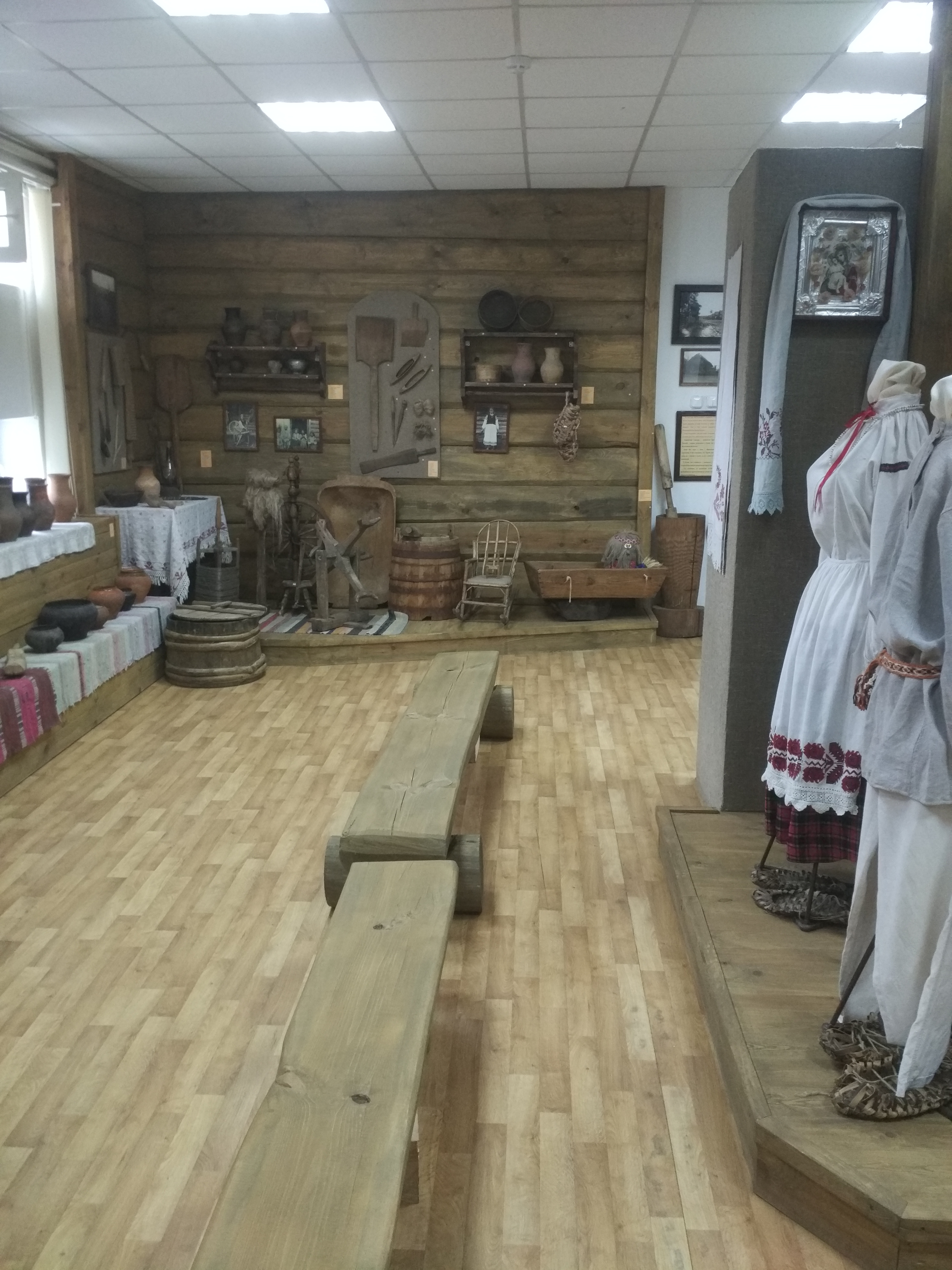
et son musée local.

## Population
Recensements (*) ou estimations de la population :
| 1897  | 1939* | 1959* | 1970* | 1979* |
| ----- | ----- | ----- | ----- | ----- |
| 1 000 | 4 700 | 6 556 | 5 592 | 7 095 |

| 1989* | 1999* | 2009* | 2011  | 2012  |
| ----- | ----- | ----- | ----- | ----- |
| 8 127 | 8 100 | 7 992 | 7 854 | 7 822 |

| 2013  | 2014  | 2015  | 2016  | 2017  |
| ----- | ----- | ----- | ----- | ----- |
| 7 767 | 7 703 | 7 725 | 7 812 | 7 750 |